# Synurales
Synurales é uma ordem de microalgas da classe Synurophyceae.

## Taxonomia e sistemática
Na sua presente circunscrição taxonómica a ordem Synurales inclui as seguintes famílias:
- Mallomonadaceae Diesing, 1866
- Neotessellaceae B.Y.Jo, J.I.Kim, W.Shin, P.Skaloud & P.Siver, 2016
- Phalansteriaceae
- Synuraceae Lemmermann, 1899